# 台湾鉄路管理局LDK50型蒸気機関車
LDK50型は、かつて台湾鉄路管理局に在籍した、タンク式蒸気機関車である。

## 概要
もとは、日本統治時代の台湾総督府鉄道が1915年（大正4年）から762mm軌間の台東線で使用するために導入した、車軸配置0-8-0(D)、運転整備重量20トン、2気筒単式のサイドタンク機である。主に貨物列車の牽引と入換用に使用された。
最初の3両は、アメリカのH.K.ポーター社から輸入されたが、その後1938年（昭和13年）までに日本のメーカー3社で10両が模倣生産された。長期にわたって製造されたため、日本統治時代の称号規程の改正を2度経ており、当初の8両の番号は10 - 12, 20 - 25であったが、50 - 58に改番され、その時期に3両（59 - 61）が製造された。さらにこの12両がLD10形（LD101 - LD1012）となり、この時期に1両（LD1013）が製造されている。その状況は、次のとおりである。
| 製造年 | 製造所       | 製造数 | 製造番号    | 番号                              |
| ------ | ------------ | ------ | ----------- | --------------------------------- |
| 1915年 | H.K.ポーター | 3両    | 5644 - 5646 | 10 - 12 → 50 - 52 → LD101 - LD103 |
| 1917年 | 汽車製造     | 1両    | 247         | 20 → 53 → LD104                   |
| 1919年 | 汽車製造     | 2両    | 290, 291    | 21, 22 → 54, 55 → LD105, LD106    |
| 1921年 | 汽車製造     | 1両    | 544         | 23 → 56 → LD107                   |
| 1923年 | 日本車輌製造 | 1両    | 81          | 24 → 57 → LD108                   |
| 1925年 | 日立製作所   | 1両    | 173         | 25 → 58 → LD109                   |
| 1930年 | 日立製作所   | 1両    | 421         | 59 → LD1010                       |
| 1937年 | 汽車製造     | 2両    | 1448, 1456  | 60, 61 → LD1011, LD1012           |
| 1938年 | 日本車輌製造 | 1両    | 557         | LD1013                            |

汽車製造製の最初の4両は、ポーター製に忠実なコピーを行ったが、1925年の日立製からはシリンダの位置を51mm(2in)前方に移し、運転室を鋼製とした。さらに1930年製のものからはサイドタンクを前方に延長して形態が変わった。運転台の側面には、空気取り入れ口があって、特徴となっている。
太平洋戦争後は、全機が台湾鉄路管理局に移管され、LDK50型（LDK51 - LDK63）となって、1982年の台東線改軌まで使用された。

## 保存機
台湾での廃車後の1982年（昭和57年）、本形式のうち数両がLDT100型3両などとともに東急電鉄によって再輸入された。このうちLDK57は、1984年（昭和59年）4月にたまプラーザ東急で行われた東急田園都市線全線開通記念「鉄道おもしろ大博覧会」に合わせて、たまプラーザ駅前広場で展示された。その後、LDK56・LDK57は民間に売却された。
台湾に残った本形式のうち、LDK58は澎湖県政府、LDK59は台東県政府に寄贈された。LDK59は台湾鉄路管理局の手で動態復元され、2011年には花蓮駅構内で往復運転が行われた。
| 画像                                                   | 番号  | 所在地                                                                     | 備考 |
| ------------------------------------------------------ | ----- | -------------------------------------------------------------------------- | --- |
| 埼玉県越谷市のLDK56（2011年4月15日）                   | LDK56 | 埼玉県越谷市大間野町3丁目67-1 ステーキハウスペコペコ南越谷店               | 敷地内には東武鉄道ワラ24貨車も保存されている。 |
| 埼玉県蓮田市に置かれていた当時のLDK57 (1992年ごろ撮影) | LDK57 | 栃木県那須郡那須町高久乙24-2 KIDS PLAYGROUND//NASU （旧 那須SLランド）     | たまプラーザでの展示終了後、蓮田市のステーキハウスペコペコの店頭に置かれ、閉店により浦和市内の資材置き場で保管された。その後、「那須SLランド」に移り、きかんしゃトーマスを模した塗装で保存されている。                                                 |
|                                                        | LDK58 | 台湾台北市中正区黎明里北平西路3号 台北駅前（東2門）                        | 1985年より澎湖県馬公市の県立文化センターで展示されていたが、1999年に台北機廠で修理が行われ、2000年の鉄道祭に合わせて台北駅前で展示された。その後は台北機廠で保管されていたが、2011年に台鉄100周年を記念してLDR2201気動車とともに台北駅前に設置された。 |
|                                                        | LDK59 | 台湾花蓮県花蓮市国聯一路100-5号 台湾鉄路管理局交通部花蓮機廠（花蓮駅隣接） | 動態保存。「小王子（星の王子さま）」の愛称がある。復元以前は台東市の鯉魚山公園や花蓮駅で静態保存されていた。 |